# Arakhin (Talmud)
Arakhin (en hebreo: מסכת ערכין) (transliterado: Masejet Arakhin ) es el quinto tratado del orden de Kodashim de la Mishná y el Talmud. El tratado trata principalmente sobre el libro de Levítico 27, cuyo tema es la evaluación de las personas, los animales y la tierra, cuyo valor fue donado al Templo. El valor de una persona se fija según el libro de Levítico, y dependerá del sexo y la edad de la persona. Una persona puede dedicar al Templo el valor de un animal o de una propiedad, temas que también se tratan en Levítico 27. También hay leyes en este tratado sobre la venta de la propiedad ancestral, un tema tratado en Levítico 25.

## Capítulos
Los capítulos del 1 al 6 están basados en el libro de Levítico 27:1-8, y tratan sobre la promesa de donar una ofrenda como parte de la dedicación del Templo, así como de dar otros regalos y tesoros al Templo. Los capítulos 7 y 8 explican la donación al Templo de un campo que uno ha heredado como se deriva de Levítico 27:16-25. El capítulo 8 trata sobre Levítico 27:28-29, mientras que el último capítulo trata sobre las leyes de los campos ancestrales, y sobre las casas ubicadas en las ciudades amuralladas, y cómo son redimidas de acuerdo a Levítico 25:25-34.